# Кеят на малките кораби
„Кеят на малките кораби“ е български телевизионен филм (детски, драма) от 1982 година по сценарий на Борис Априлов. Режисьор е Нина Минкова, а оператор – Стефан Христов.

## Актьорски състав
- Златко Лулеков
- Петър Дюкенджиев
- Димитър Еленов
- Елефтери Елефтеров
- Деляна Хаджиянкова
- Венелин Кръстев
- Ангел Еленов